# Hüseyin-Kenan Aydın
Hüseyin-Kenan Aydın (* 22. Oktober 1962 in Pülümür, Türkei) ist ein türkisch-deutscher Politiker (Die Linke).

## Ausbildung und Beruf
Aydın wurde 1962 in Pülümür in der Türkei geboren und kam im Alter von 13 Jahren nach Deutschland. Er besuchte die Hauptschule und war danach von 1980 bis 1984 Stahlarbeiter in der Stahlhütte Thyssen in Duisburg. Von 1984 bis 1990 war er dort als Betriebsratsangehöriger freigestellt. Nachdem er von 1990 bis 1991 die Sozialakademie Dortmund besucht hatte, war er bis 1995 erneut als Betriebsrat bei der Firma Thyssen tätig.
Im Jahr 1996 wechselte Aydın als Gewerkschaftssekretär für Jugend und berufliche Bildung zur Bezirksleitung der IG Metall in Nordrhein-Westfalen. Von 2000 bis 2003 leitete er hier das Projekt Handwerk im Tarif. Ab 2003 war er als Gewerkschaftssekretär in Düsseldorf für Betriebs- und Betriebsrätebetreuung zuständig. Aydın war 2010 bis 2014 beim Hauptvorstand der IG Metall im Ressort „Migration/Integration“ tätig. Ab 2014 bis 2018 war Hüseyin Aydin Konzern- und Unternehmensbeauftragter der IG Metall. Seit 2019 ist er als Branchenbeauftragter der IG Metall für die Schmiedeindustrie und Unternehmensbeauftragter in der Stahlindustrie tätig.
Aydın ist verheiratet und alevitisch.

## Partei
Von 1983 bis Januar 2005 war Aydın Mitglied der SPD.
Im Jahr 2005 gehörte er zu den Gründungsmitgliedern der WASG. Bis Juni 2005 gehörte er deren Bundesvorstand an und war gleichzeitig Sprecher des Vorstandes der WASG in Nordrhein-Westfalen. Im Mai 2006 war er kurze Zeit kommissarischer Beauftragter des WASG-Bundesvorstandes für den Berliner Landesverband, nachdem dieser den Landesvorstand abgesetzt hatte.

## Abgeordneter
Von 2005 bis 2009 war Aydın Mitglied des Deutschen Bundestages, nachdem er bereits bei der Landtagswahl in Nordrhein-Westfalen 2005 für die WASG im Landtagswahlkreis Duisburg II kandidiert hatte. Er ist 2005 über die offene Landesliste Nordrhein-Westfalen der Linkspartei.PDS in den Bundestag eingezogen. Hier war er Obmann der Linksfraktion im Ausschuss für wirtschaftliche Zusammenarbeit und Entwicklung.
Bei der Bundestagswahl 2009 konnte er kein Mandat erringen. Er kandidierte im Bundestagswahlkreis Duisburg II direkt.